# Giải SEFCA cho nam diễn viên phụ xuất sắc nhất
Giải SEFCA cho nam diễn viên phụ xuất sắc nhất là một giải của SEFCA dành cho nam diễn viên đóng vai phụ trong một phim, được bầu chọn là xuất sắc nhất. Giải này được lập từ năm 1992.

## Các diễn viên đoạt giải

### Thập niên 1990
| Năm  | Diễn viên         | Phim               | Vai diễn           |
| ---- | ----------------- | ------------------ | ------------------ |
| 1992 | Jack Nicholson    | A Few Good Men     | Nathan R. Jessep   |
| 1993 | Tommy Lee Jones   | The Fugitive       | Samuel Gerard      |
| 1994 | Martin Landau     | Ed Wood            | Béla Lugosi        |
| 1995 | Ed Harris         | Apollo 13          | Gene Kranz         |
| 1996 | Edward Norton     | Primal Fear        | Aaron Stampler/Roy |
| 1997 | Greg Kinnear      | As Good as it Gets | Simon Bishop       |
| 1998 | Ed Harris         | The Truman Show    | Christof           |
| 1999 | Haley Joel Osment | The Sixth Sense    | Cole Sear          |

### Thập niên 2000
| Năm  | Diễn viên                | Phim                   | Vai diễn              |
| ---- | ------------------------ | ---------------------- | --------------------- |
| 2000 | Benicio del Toro         | Traffic                | Javier Rodriguez      |
| 2001 | Ben Kingsley             | Sexy Beast             | Don Logan             |
| 2002 | Chris Cooper             | Adaptation.            | John Laroche          |
| 2003 | Tim Robbins              | Mystic River           | Dave Boyle            |
| 2004 | Thomas Haden Church      | Sideways               | Jack Lopate           |
| 2005 | Paul Giamatti            | Cinderella Man         | Joe Gould             |
| 2006 | Jackie Earle Haley       | Little Children        | Ronald James McGorvey |
| 2007 | Javier Bardem            | No Country for Old Men | Anton Chigurh         |
| 2008 | Heath Ledger (truy tặng) | The Dark Knight        | The Joker             |

Bản mẫu:SEFCA Awards Chron